# .pa
.pa (Panamá) é o código TLD (ccTLD) na Internet para o Panamá.